# Resistance: Fall of Man
Resistance: Fall of Man je akční FPS (first person shooter) na konzoli PlayStation 3. 
Byla to jedna z prvních her na tuto konzoli, zato je to jedna z nejúspěšnějších. Technicky je to velmi povedená hra, grafika výborná, bezproblémová hratelnost, vysoké AI nepřátel, ale má taky několik chybiček (někdy nepřítel propadne zemí, znám to z vlastní zkušenosti). Hra má multiplayer (až 40 hráčů), širokou škálu zbraní a nepřátel, cooperative mód (můžete hrát kampaň ve dvou na jedné konzoli).

## Příběh
Neznámý virus se z Ruska šíří po celém světě, mění lidi na něco strašného. Virus (parazit, rasu... není přesně uvedeno, co to je) pojmenovali Chiméra, protože infikovaní se měnili na Hybridy (kříženec mezi Chimérou a lidmi). Chiméra poté obsadila celou Asii a Evropu, kromě Velké Británie. Je rok 1951 a Chiméra útočí na Brity. Vy jako seržant Nathan Hale spolu s americkou armádou letíte na pomoc s tajnou zbraní. Chiméry vás ale sestřelí nad Yorkem a tam začíná první mise. Po této misi je krátká ukázka a vy spolu s pár vojáky jste napadeni nakaženými brouky (vyvinula je Chiméra na rozšíření nákazy) a všichni jste nakaženi. Vy se ale proberete, protože jste vůči viru imunní, ale máte pár symptomů: žluté oči, rychlá regenerace (ve hře se projeví tak, že vám doplní čtvrtinu života) a taky jistý druh telepatie. Poté pokračujete ve hře.